# Aenictus latiscapus
Aenictus latiscapus är en myrart som beskrevs av Auguste-Henri Forel 1901. Aenictus latiscapus ingår i släktet Aenictus och familjen myror.

## Underarter
Arten delas in i följande underarter:
- A. l. fumatus
- A. l. latiscapus
- A. l. sauteri